# Matías Soto (Tennisspieler)
Matías Soto (* 27. April 1999 in Copiapó) ist ein chilenischer Tennisspieler.

## Karriere
Soto spielte bis 2017 auf der ITF Junior Tour. In der Jugend-Rangliste erreichte er mit Rang 57 seine höchste Notierung. Bei Grand-Slam-Turnieren schied er immer früh aus. Im Anschluss an seine Juniorenkarriere begann Soto ein Studium an der Baylor University im Fach Journalismus. Er spielte in seiner bis Mitte 2022 dauernden College-Tennis-Karriere im Einzel und Doppel jeweils über 100 Matches und kam im Ranking der College-Spieler bis Platz 7 im Einzel.
Soto spielte bis 2022 nur vereinzelt Profiturniere neben dem Studium. Den einzigen Titel gewann er dabei im Doppel 2020 auf der ITF Future Tour. In der Tennisweltrangliste konnte er sich jeweils in den Top 1000 platzieren. Ende 2022 stand Soto in drei Einzel-Finals der Future Tour und gewann zwei Turniere, womit er kurz vor dem Sprung in die Top 500 stand. Der größte Erfolg im Doppel gelang ihm im März 2023, als er eine Wildcard mit Thiago Seyboth Wild für das Turnier der ATP Tour in Santiago erhielt. Durch drei Siege zogen sie überraschend ins Endspiel ein. Dort verloren sie gegen Andrea Pellegrino und Andrea Vavassori im Match Tie-Break. Durch den Erfolg sprang er in die Top 300 des Doppels.

## Erfolge
| Legende (Anzahl der Siege) |
| Grand Slam                 |
| ATP Finals                 |
| ATP Tour Masters 1000      |
| ATP Tour 500               |
| ATP Tour 250               |
| ATP Challenger Tour (10)   |

### Doppel

#### Turniersiege
| Nr. | Datum              | Turnier           | Belag     | Partner           | Finalgegner                            | Ergebnis           |
| --- | ------------------ | ----------------- | --------- | ----------------- | -------------------------------------- | ------------------ |
| 1.  | 8. Juli 2023       | Santa Fe          | Sand      | Vasil Kirkov      | Ignacio Carou Ignacio Monzón           | 7:63, 6:2          |
| 2.  | 3. Dezember 2023   | Temuco            | Hartplatz | Mateus Alves      | Aleksandar Kovacevic Keegan Smith      | 6:2, 7:5           |
| 3.  | 29. Juni 2024      | Ibagué            | Sand      | Finn Reynolds     | Leonardo Aboian Valerio Aboian         | 6:4, 4:6, [10:7]   |
| 4.  | 10. August 2024    | Bogotá            | Sand      | Finn Reynolds     | Benjamin Lock João Lucas Reis da Silva | 6:3, 6:4           |
| 5.  | 28. September 2024 | Antofagasta       | Sand      | Mateus Alves      | Leonardo Aboian Valerio Aboian         | 6:1, 6:4           |
| 6.  | 26. Oktober 2024   | Curitiba          | Sand      | Fernando Romboli  | Karol Drzewiecki Piotr Matuszewski     | 7:65, 7:64         |
| 7.  | 15. März 2025      | Santiago de Chile | Sand      | Vasil Kirkov      | Mateus Alves Luís Britto               | 6:4, 6:3           |
| 8.  | 22. März 2025      | Asunción          | Sand      | Vasil Kirkov      | Guillermo Durán Mariano Kestelboim     | 6:3, 6:4           |
| 9.  | 30. März 2025      | Concepción        | Sand      | Vasil Kirkov      | Seita Watanabe Takeru Yuzuki           | 6:2, 6:4           |
| 10. | 26. Juli 2025      | Segovia           | Hartplatz | Federico Zeballos | Arthur Reymond Luca Sanchez            | 3:6, 7:65, [16:14] |

#### Finalteilnahmen
| Nr. | Datum        | Turnier               | Belag | Partner             | Finalgegner                         | Ergebnis          |
| --- | ------------ | --------------------- | ----- | ------------------- | ----------------------------------- | ----------------- |
| 1.  | 4. März 2023 | Santiago de Chile (1) | Sand  | Thiago Seyboth Wild | Andrea Pellegrino Andrea Vavassori  | 4:6, 6:3, [10:12] |
| 2.  | 2. März 2024 | Santiago de Chile (2) | Sand  | Orlando Luz         | Tomás Barrios Vera Alejandro Tabilo | 2:6, 4:6          |